# Saint-Florent, Haute-Corse
Saint-Florent (korsikanska: San Fiurenzu) är en kommun i departementet Haute-Corse på ön Korsika i Frankrike. Kommunen ligger i kantonen La Conca-d'Oro som tillhör arrondissementet Bastia. År 2022 hade Saint-Florent 1 685 invånare.

## Befolkningsutveckling
Antalet invånare i kommunen Saint-Florent
Referens:INSEE